# Pareiorhaphis regani
Pareiorhaphis regani är en fiskart som först beskrevs av Giltay, 1936.  Pareiorhaphis regani ingår i släktet Pareiorhaphis och familjen Loricariidae. Inga underarter finns listade i Catalogue of Life.